# Martin Gensbaur

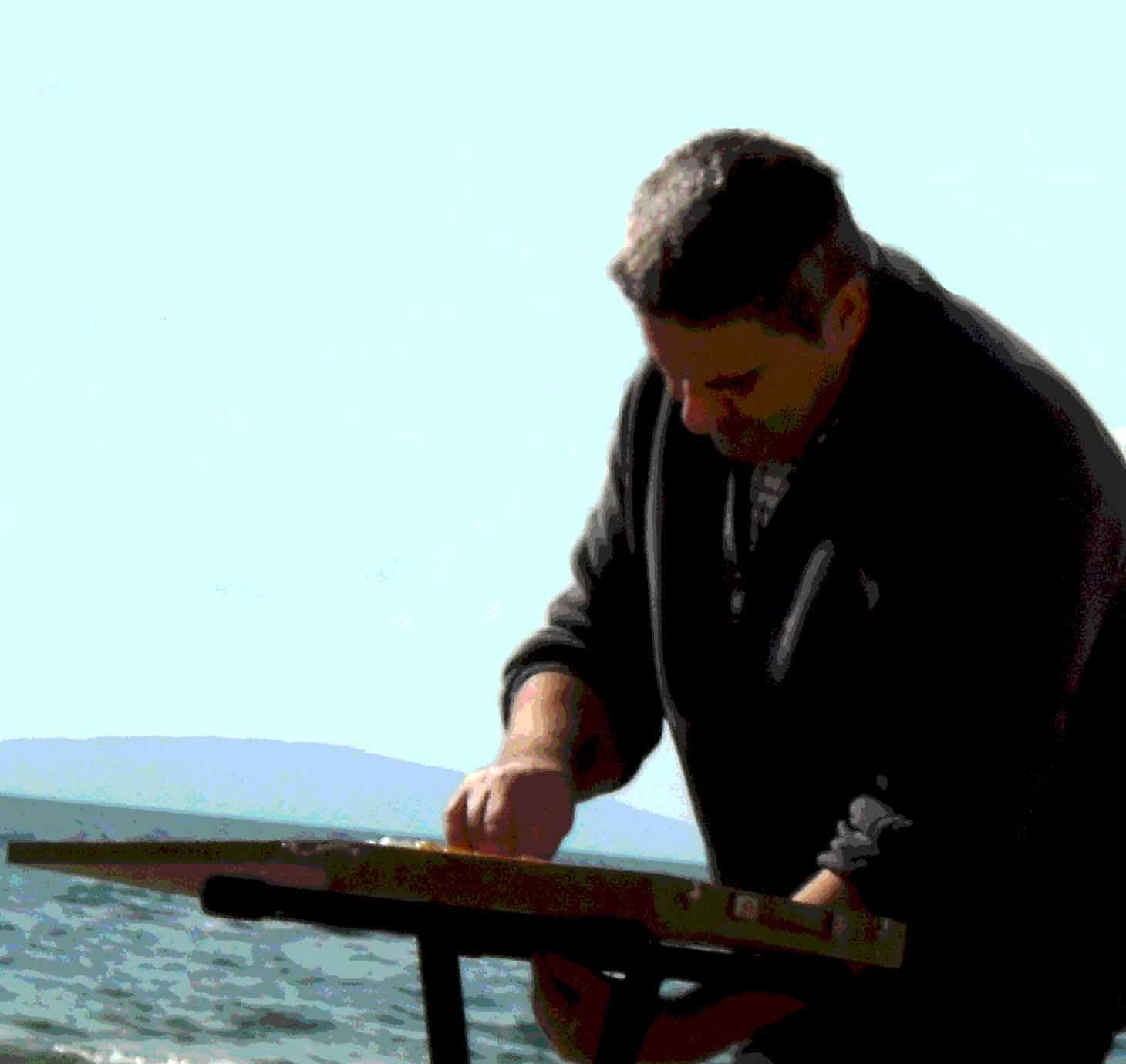
Martin Gensbaur

Martin Gensbaur (* 1958 in München) ist ein deutscher Maler, Kunst-und Museumspädagoge, Kunstdozent und Autor. Er lebt und arbeitet in Dießen am Ammersee, Urfeld am Walchensee und Scarlino in Italien.

## Leben und Wirken
Von 1977 bis 1983 studierte Gensbaur Malerei und Grafik bei Horst Sauerbruch, Rudi Tröger und Franz Bernhard Weißhaar an der Akademie der Bildenden Künste München. Er schloss sein Studium mit dem ersten und zweiten Staatsexamen sowie mit Diplom ab. In dieser Zeit war Gensbaur auch bei den Restaurierungsarbeiten in der Pfarrkirche St. Peter und Paul in Oberstaufen tätig und hatte Studienaufenthalte an den Universitäten Perugia und Innsbruck und am Kunsthistorischen Institut Florenz. Seit 1982 unterrichtete er als Kunsterzieher an verschiedenen staatlichen und privaten Schulen und hatte von 1990 bis 1996 einen Lehrauftrag für Kunstgeschichte an der Universität Eichstätt/Abteilung München. Von 1997 bis 2024 bildete Gensbaur als Leiter eines Fachseminars gymnasiale Kunstlehrer in München aus. Er leitete von 2003 bis 2005 das Pilotprojekt Schule@Museum, ist Initiator und Mitarbeiter zahlreicher weiterer kunstpädagogischer Projekte und Webseiten. Gemeinsam mit seiner Frau, der Kunsthistorikerin Ulrike Gensbaur, betreibt er das Kunstfenster, eine Ausstellungsplattform für zeitgenössische Malerei und Fotografie in Dießen am Ammersee, gibt seit 2014 die Schriftenreihe Das Kunstfenster heraus und hält öffentliche Vorträge zu Fragen der zeitgenössischen Kunst. Darüber hinaus beschäftigt er sich mit der Kunsterziehung in der Weimarer Republik und in der Zeit des Nationalsozialismus und zahlreichen weiteren kunstpädagogischen Themen.

## Werke (Auswahl)

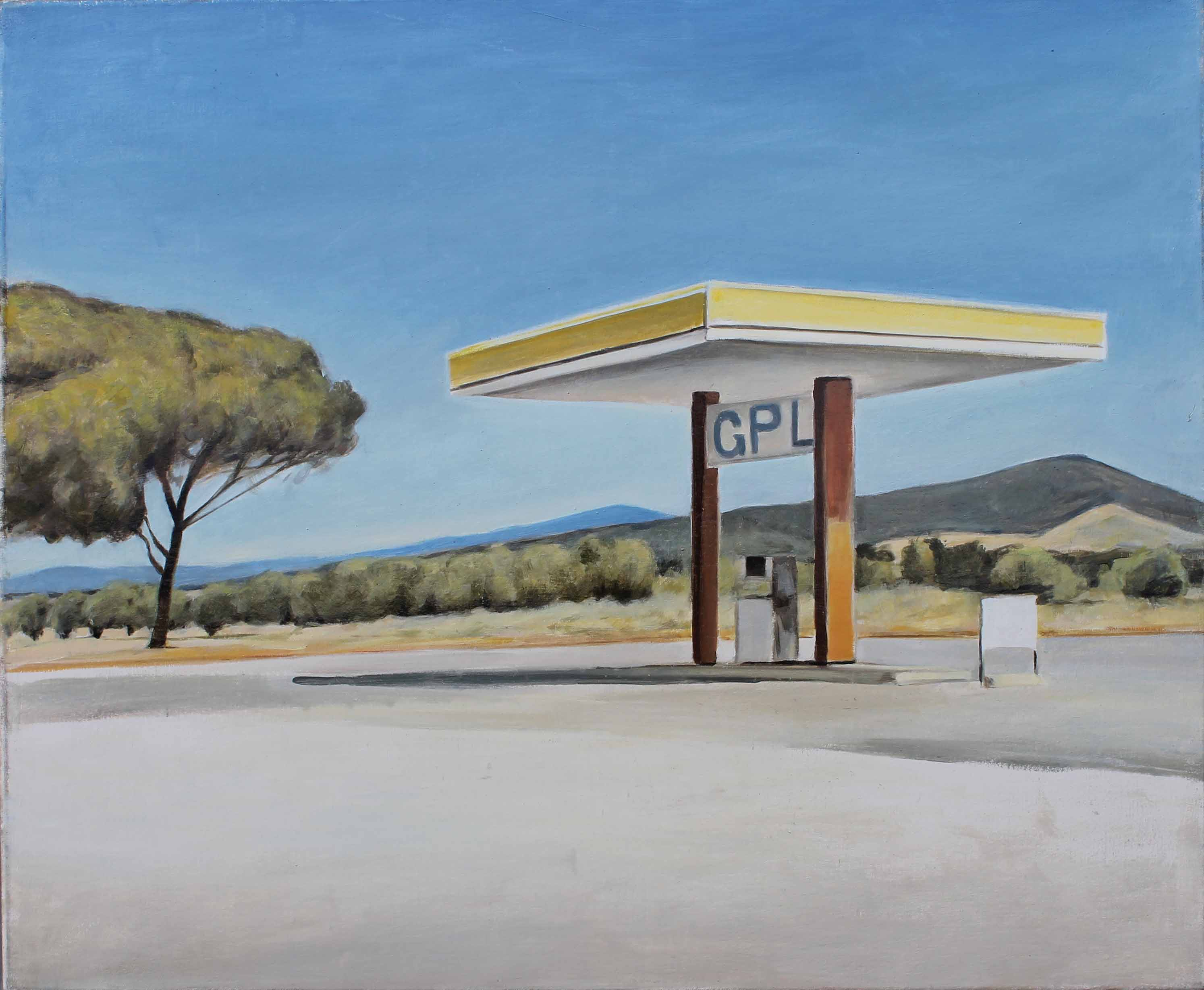
GPL 13, Öl/Lwd., 54 × 65 cm, 2013

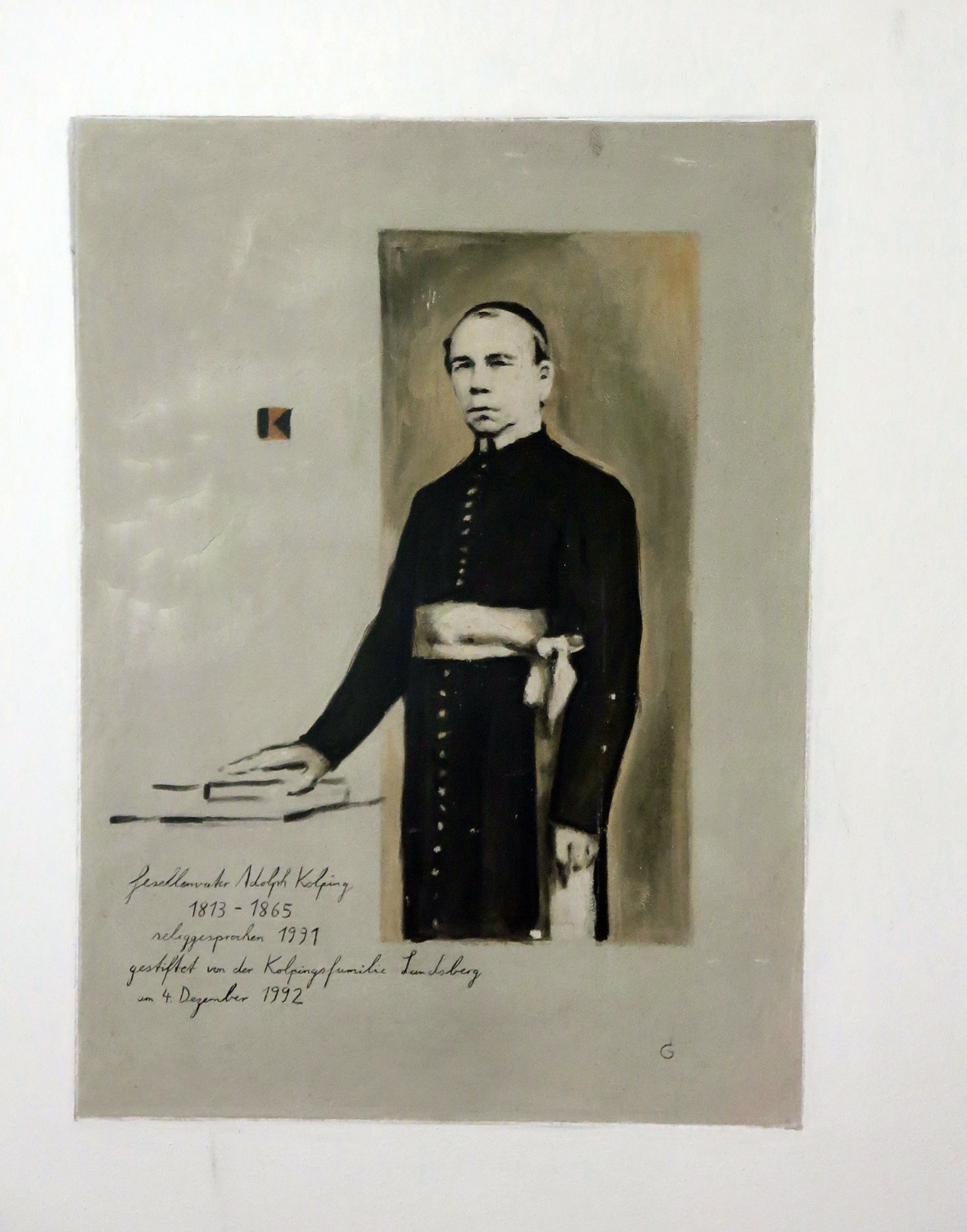
Kolping-Fresko in der Stadtpfarrkirche „Maria Himmelfahrt“ in Landsberg

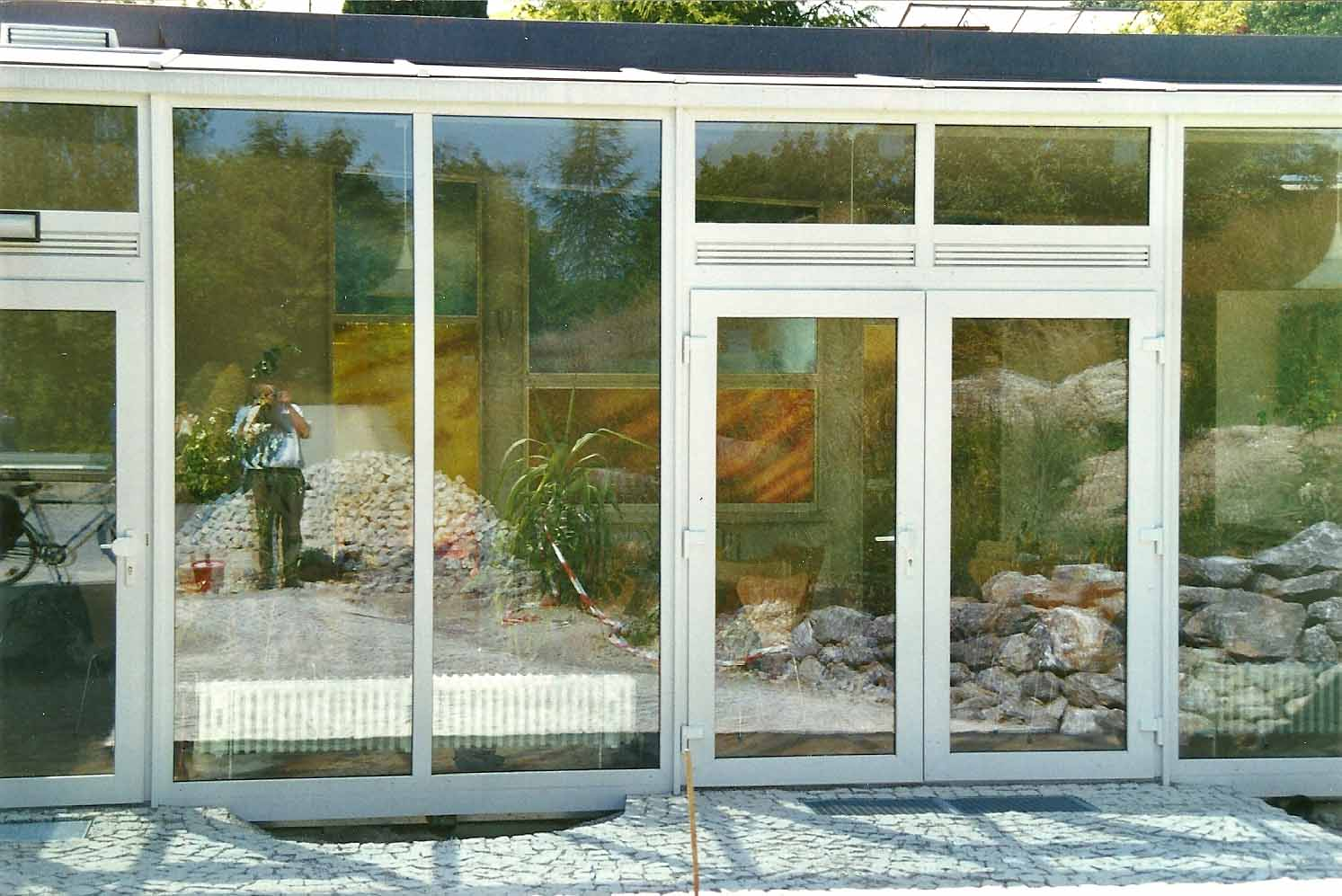
Glasmalerei Schulzentrum Kirchseeon

- Ölbilder, Gouachen 1985–1988. München 1989, DNB 1075200865, OCLC 163369587 (Ausstellungskatalog).
- Fresko in der südlichen Seitenkapelle der Stadtpfarrkirche Mariae Himmelfahrt, Landsberg a.Lech, A. Kolping, 1992
- Fresken mit den Wappen der befreundeten benediktinischen Klöster in der Abtei Venio, München Nymphenburg, 1984–2014
- Bäume / Trees / Les Arbres. Raubling 1996 (Kalender der Firma Tatra Papier / Text Dr. Ulrike Gensbaur).
- Entwurf und Ausführung einer Glasmalerei in den Werkstätten Gustav van Treeck für das Schulzentrum Kirchseeon, 2001–2002
- Sogni in tasca. Hrsg.: Comune di Scarlino / Comune di Follonica. Scarlino / Follonica / Kötzting / Berlin 2001 (Ausstellungskatalog Editrice Leopoldo II, Follonica, 2001 / Texte Mauro Corbani, Martin Gensbaur u. a.[19]).
- Ausführung eines Porträts von Bernhard Maria Lambert für die Porträtgalerie der Äbte des Klosters Scheyern, 2002
- Martin Gensbaur: Walchenseebilder. München 2010, DNB 1075197325 (Ausstellungskatalog).
- Martin Gensbaur: Scarlino. München 2012, DNB 107520030X (Ausstellungskatalog).

## Schriften (Auswahl)
- natura morta: Bilder 1991–1993. Landsberg am Lech 1994, DNB 940941244, OCLC 75430488 (Kunstgeschichtliches aus Landsberg am Lech / Beiträge zur Kunstgeschichte und Volkskunde Nr.11 / Texte Martin Gensbaur und Johanna von Herzogenberg, Hrsg. Neues Stadtmuseum Hartfrid Neunzert).
- Piazze d’Italia. Hrsg.: Hartfrid Neunzert. Landsberg am Lech 2005, DNB 984090509, OCLC 62897531 (Kunstgeschichtliches aus Landsberg am Lech / Beiträge zur Kunstgeschichte und Volkskunde Nr.30 / Texte Martin Gensbaur und Michael Semff, Hrsg. Neues Stadtmuseum Hartfrid Neunzert).
- Das Kunstfenster 1: Die Dinge groß sehen. Scaneg-Verlag, München 2014, ISBN 978-3-89235-241-9. (Schriftenreihe zur Kunst / Text Martin Gensbaur, Bilder und Jörg Kranzfelder und Martin Gensbaur)
- Das Kunstfenster 2: von der Wirklichkeit ermöglichte Erfindungen. Scaneg-Verlag, München 2015, ISBN 978-3-89235-242-6. (Schriftenreihe zur Kunst / Texte Dr. Ulrike Gensbaur und Martin Gensbaur, Bilder Myriam Tirler und Martin Gensbaur)
- Das Kunstfenster 3: Auftauchen an einem anderen Ort. Scaneg-Verlag, München 2016, ISBN 978-3-89235-243-3. (Schriftenreihe zur Kunst / Texte Dr. Ulrike Gensbaur und Martin Gensbaur, Bilder Jiang Sanshi und Martin Gensbaur)
- Das Kunstfenster 4: Warum bleibt mir die Tankstelle, als wäre sie von Michelangelo? Scaneg-Verlag, München 2017, ISBN 978-3-89235-244-0. (Schriftenreihe zur Kunst / Texte Sebastian Goy und Martin Gensbaur, Bilder Elmar Haardt und Martin Gensbaur)
- Das Kunstfenster 5: Triebkräfte der Erde. Scaneg-Verlag, München 2019, ISBN 978-3-89235-245-7. (Schriftenreihe zur Kunst / Texte Christoph Franke, Martin Gensbaur, Thomas Raff, Bilder Christoph Franke, Martin Gensbaur und Fritz Winter)
- Das Kunstfenster 6: Mein Japan. Scaneg-Verlag, München 2020, ISBN 978-3-89235-246-4. (Schriftenreihe zur Kunst / Texte Dieter Finzel, Clara Gensbaur-Shao, Dr. Ulrike und Martin Gensbaur, Bilder Dieter Finzel und Martin Gensbaur)
- Das Kunstfenster 7: Quaranta. edition Kunstfenster, Dießen 2021, ISBN 978-3-9823039-1-8. (Schriftenreihe zur Kunst / Text Ulrike und Martin Gensbaur (Hrsg.), Bilder Martin Gensbaur)
- Das Kunstfenster 8: Kennst du das Land…? edition Kunstfenster, Dießen 2022, ISBN 978-3-9823039-0-1. (Schriftenreihe zur Kunst / Text Ulrike und Martin Gensbaur (Hrsg.), Bilder Margareta Biegert-Simm, Mauro Corbani, Florian Freier, Thorsten Fuhrmann, Martin Gensbaur, Sabine Jakobs, Susanne Kohler, Marcello Leotta, Gabriele Rothweiler, Harry Sternberg)
- Das Kunstfenster 9: parallel zur Natur. edition Kunstfenster, Dießen 2022, ISBN 978-3-9823039-2-5. (Schriftenreihe zur Kunst / Text Ulrike und Martin Gensbaur (Hrsg.), Bilder Martin Gensbaur)
- Das Kunstfenster 10: wo nehm`ich, wenn es Winter ist. edition Kunstfenster, Dießen 2024, ISBN 978-3-9823039-3-2. (Schriftenreihe zur Kunst / Text Ulrike und Martin Gensbaur (Hrsg.), Irmgard Lersch, Bilder Martin Gensbaur, Giorgio Ortona, Doris Trummer, Mauro Corbani)
- Möge doch die Zeit kommen… - Leben und Bilder von Franz Hermann Lechner (1879–1924). edition Kunstfenster, Dießen 2025, ISBN 978-3-9823039-5-6. (Text Ulrike und Martin Gensbaur (Hrsg.), Bilder Franz Hermann Lechner, Franz Marc)
- Das Kunstfenster 11: Löcher im Licht. edition Kunstfenster, Dießen 2025, ISBN 978-3-9823039-4-9. (Schriftenreihe zur Kunst / Text Ulrike und Martin Gensbaur (Hrsg.), Fabian Heubel, Bilder Martin Gensbaur u. a.)

## Einzelausstellungen (Auswahl)
- Galerie im Dechanthof, St. Johann in Tirol / Österreich (1987)
- Galerie Casetta, München: „Badende“ (1989); „Bäume“ (1995)
- Sala del Consiglio, Scarlino / Italien: “natura morta” (1994)
- Gartensaal der Abtei Venio, München Nymphenburg: (1995)[20]; (2000); (2007)[21]; „Walchenseebilder“ (2010); „Scarlino“ (2012), „Genius loci“ (2013)[22][23]
- Taubenturm, Dießen: „Freilicht“ (1995)[24]; „Déjà vu“ (2005)[25][26][27]
- Studio Rose, Schondorf: „Neue Bilder“ (1997)[28]; „Nichtorte“ (2014)[29]
- Kulturforum Dießen – Blaues Haus: „Ansichtssache“ (2008)[30][31][32][33]
- Städtische Galerie im Cordonhaus, Cham: „Karl Sperl / Martin Gensbaur“ (2009)[34]
- Schloss Bissingen: „Walchenseebilder“ (2011)[35]
- Haus der Bayerischen Landwirtschaft, Herrsching: „Double feature“ (2012)[36]
- Neues Stadtmuseum Landsberg: „natura morta“ (1994)[37]„Piazze d’Italia“ (2005)[38]; „Unorte“ – M.Gensbaur (Malerei) / R.Tafertshofer (Stellagen) (2015)[39][40][41]
- Katholische Akademie in Bayern: „Warum bleibt mir die Tankstelle, als wäre sie von Michelangelo?“ (2016)[42][43]
- Kunstfenster Dießen: „Tankstellen, basta!“ (2017)[44] – Abtei Venio (2018)[45]
- Kulturforum Dießen – Blaues Haus: „Parallelwelten“ (2022)[46]

## Gruppenausstellungen (Auswahl)
- „Große Kunstausstellung“, Haus der Kunst, München: (1980)[47]; (1983)[48]
- „Vorschlag zum Bayerischen Förderpreis für Malerei“, Galerie der Künstler, München (1989)
- „1. Kunstpreis“, Kunstwettbewerb der Sparkasse Karlsruhe:(1989)
- „Neue Wege“, Kunstverein Bobingen (1994)[49]
- „Wäsche“, Galerie in der Klostermühle, Windach: (1996)[50]
- Sogni in tasca, Spazio Estemporaneo, Scarlino / Italien, Pinacoteca civica di Follonica / Italien, Kunstraum, Bad Kötzting, Galerie Debut, Berlin: (2001/02)
- Lebensräume, Kunstraum Schwifting bei Landsberg: (2011)[51]
- „Das kleine Format“, Kulturforum Das Blaue Haus, Dießen: (2008 – Publikumspreis)[52], (2011)[53]
- „1. Dießener Ateliertage“, Kunstfenster Dießen (2014)[54]
- Die Dinge groß sehen – Martin Gensbaur Malerei / Jörg Kranzfelder Fotografie – Kunstfenster Dießen (2014)[55][56][57]
- 1 Jahr Kunstfenster Kunstfenster Dießen (2015)[58][59]
- von der Wirklichkeit ermöglichte Erfindungen – Martin Gensbaur Malerei / Myriam Tirler Fotografie – Kunstfenster Dießen (2015)[60]
- Auftauchen an einem anderen Ort – Martin Gensbaur Malerei / Jiang Sanshi Tuschemalerei – Kunstfenster Dießen (2016)[61] – Abtei Venio (2017)[62]
- Triebkräfte der Erde – Martin Gensbaur Malerei / Christoph Franke Fotografie – Kunstfenster Dießen (2019)[63] – Abtei Venio (2019)[64] – Haus der Bayerischen Landwirtschaft Herrsching (2019)[65]
- Quaranta – Martin Gensbaur Malerei / Bri Oppel Malerei – Galerie am Markt Neubeuern/Inn (2020)[66]
- …Kennst du das Land? – 10 Künstler*innen sehen Italien – Taubenturm Dießen (2022)[67][68]
- Löcher im Licht – Ausstellung im Taubenturm und im Kunstfenster Dießen (2025)[69][70]